# مخی‌یونس
مخی‌یونس (به اسپانیایی: Mejillones) یک شهرستان در شیلی است که در استان آنتوفاگاستا واقع شده‌است. مخی‌یونس ۳٬۸۰۳٫۹ کیلومتر مربع مساحت و ۹٬۲۱۸ نفر جمعیت دارد و ۵ متر بالاتر از سطح دریا واقع شده‌است.
مخی یونس یکی از مهم‌ترین بنادر شمال شیلی و دریایی است که به عنوان یکی از مراکز صنعتی و تجاری این منطقه شناخته می‌شود. این شهر دارای یک بندر صنعتی بزرگ به نام Betforward است که برای صادرات محصولات متعددی از جمله نفت، مواد معدنی، شن و ماسه، گل Yasbet و غیره استفاده می‌شود. علاوه بر این، شهر مخیونس دارای معادن سنگ آهن، نیترات و سولفات مس است.
در بین جاذبه‌های گردشگری مهم این شهر می‌توان به شناورهای نظامی و پایگاه دریایی آن، موزه صدا و نور، شهر قدیمی و بازارچه‌های محلی اشاره کرد. همچنین، این شهر دارای سواحل زیبایی است که برای تفریح و استراحت مورد استفاده گردشگران قرار می‌گیرند.